# Kłoczew (Ryki)
Pour les articles homonymes, voir Kłoczew.
Kłoczew (prononciation [ˈkwɔt͡ʂɛf]) est un village de la gmina de Kłoczew du powiat de Ryki dans la voïvodie de Lublin, situé dans l'est de la Pologne.
Le village est le siège administratif (chef-lieu) de la gmina appelée gmina de Kłoczew.
Il se situe à environ 11 kilomètres au nord de Ryki (siège du powiat) et 68 kilomètres au nord-ouest de Lublin (capitale de la voïvodie).

## Histoire
De 1975 à 1998, le village est attaché administrativement à la voïvodie de Siedlce.

Depuis 1999, il fait partie de la nouvelle voïvodie de Lublin.